# Chloropyron palmatum
Chloropyron palmatum är en snyltrotsväxtart som först beskrevs av Roxana Stinchfield Ferris, och fick sitt nu gällande namn av Tank och J.M.Egger. Chloropyron palmatum ingår i släktet Chloropyron och familjen snyltrotsväxter. Inga underarter finns listade i Catalogue of Life.